# 十四字真言
十四字真言（英語：Fourteen Words，简写为14或14/88），是一個白人至上主義者、恐怖组织「秩序」的领导人大卫·莱恩在其为期达190年的服刑期间创造的口號，译文全文为「吾人存亡、白人子女未來，務須守護。」("We must secure the existence of our people and a future for white children")。它可以用來指代不同的14個字的口號：「白人雅利安婦女，優雅不可逝於世。」("Because the beauty of the White Aryan woman must not perish from the earth")

## 14與88的關係
新納粹主義者用88指代“希特勒万岁”（Heil Hitler），因为H是英语和德语的第8个字母。14和88就成為了新納粹主義的代名詞。也是多數新納粹活動經常出現的數字。例如美國光頭黨青年在2008年的犯罪活動就使用14和88，並且威脅當時總統候選人奥巴馬。

## 相关事件
- 2017年，极右翼的斯洛伐克政治家馬里安·科特萊巴因向慈善机构捐赠1,488欧元而受到刑事指控。[6]

## 華人文化中的1488
1488這個數字在華人文化圈中卻有不同的解讀，因其諧音「一世發發」，被視為吉祥數字。然而如果不瞭解上述的意涵，可能會造成誤會。